# Юрський музей
48°53′42″ пн. ш. 11°10′07″ сх. д. / 48.895° пн. ш. 11.1686° сх. д.
Юрський музей (нім. Jura-Museum) — палеонтологічний музей, розташований у місті Айхштет, що у Німеччині. У музеї виставлені скам'янілості юрського періоду, знайдені в вапняку, що добувається на території громади Зольнгофен. Серед експонатів — рештки птерозаврів, археоптерикса, юравенатора та ін.
У музеї встановлені акваріуми з реліктовими тваринами: (наутилусами, мечохвостами, рибами родини панцирникових), що дозволяє провести наочне порівняння фауни юрського періоду із сучасними тваринами.

## Історія
Музей відкрився 1976 року. Одним із засновників музею був професор Франц Ксавер Майр з Айхштета, який помер у 1974 році й не дожив до його відкриття. Спершу скам'янілості були зібрані як навчальний матеріал для підготовки богословів.. Музей під керівництвом Гюнтера Фіола (з моменту відкриття в 1976-2003 роках) щорічно приймав понад 120 000 відвідувачів. З 2003 до 2019 року музеєм керувала Мартіна Кельбл-Еберт.
Новим спонсором Юрського музею з 1 липня 2019 року є фонд Католицького університету Айхштет-Інгольштадт. Семінарія Айхштета продовжує надавати свою наукову колекцію для публічного огляду.

## Галерея

Експонати музею
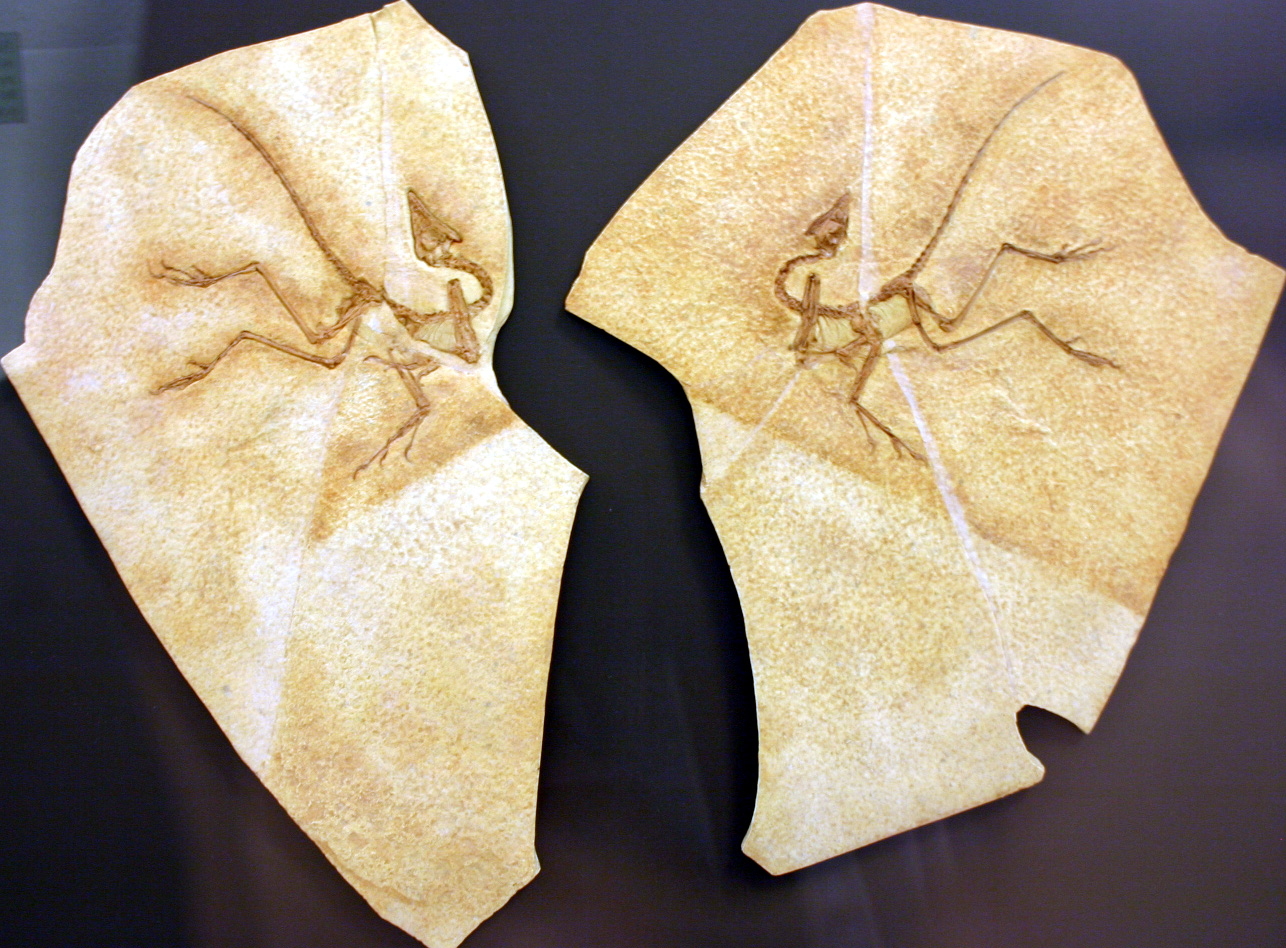
«Айштадтський екземпляр» археоптерикса
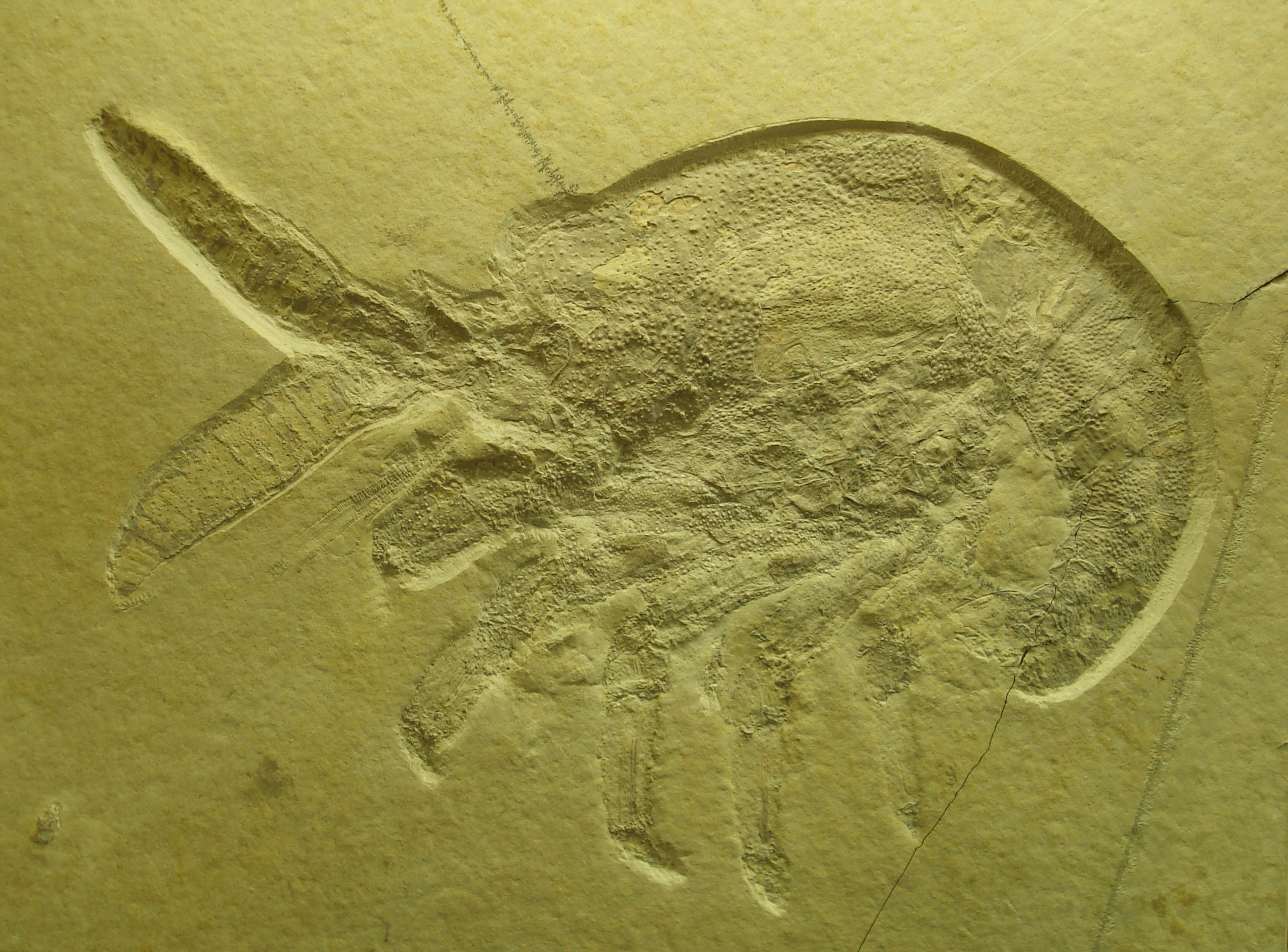
Cancrinos claviger
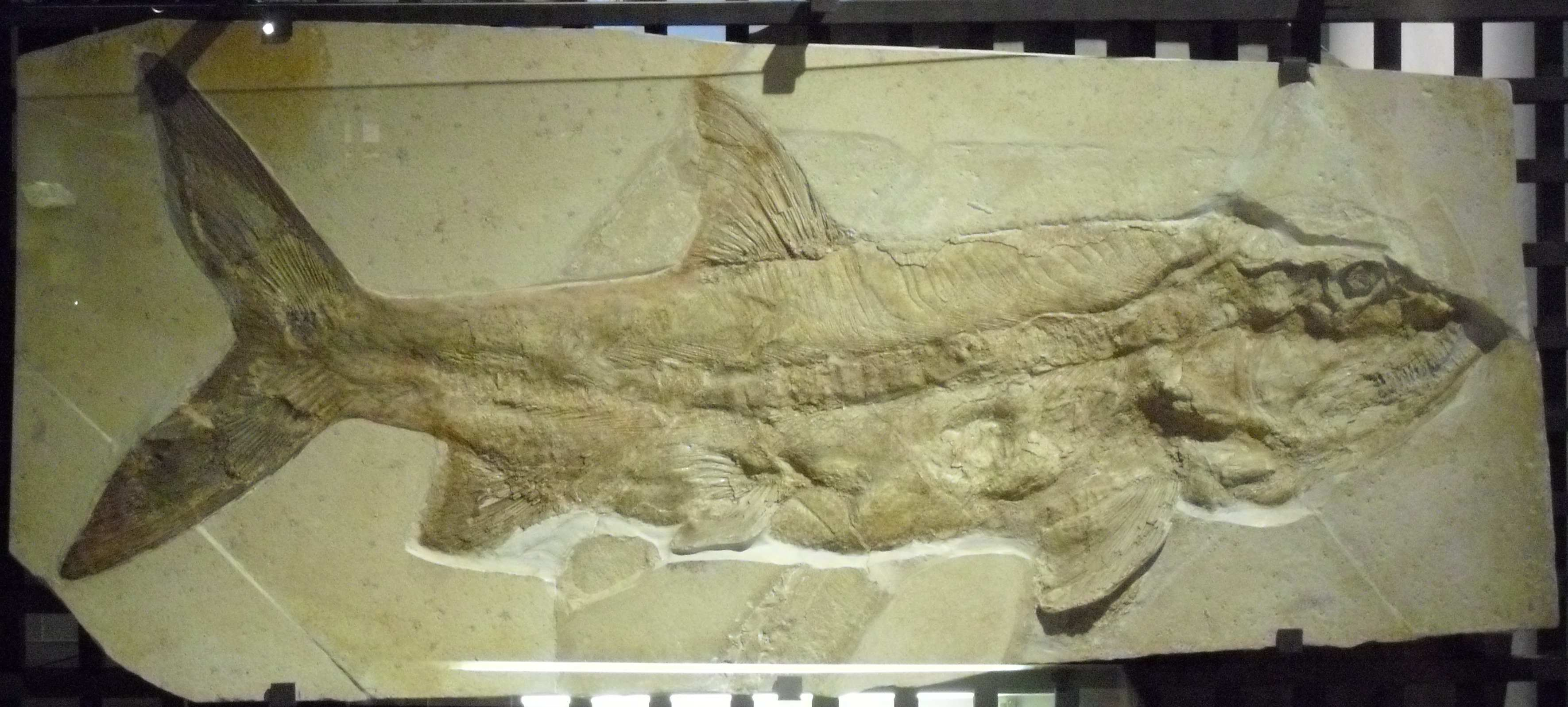
Caturus giganteus
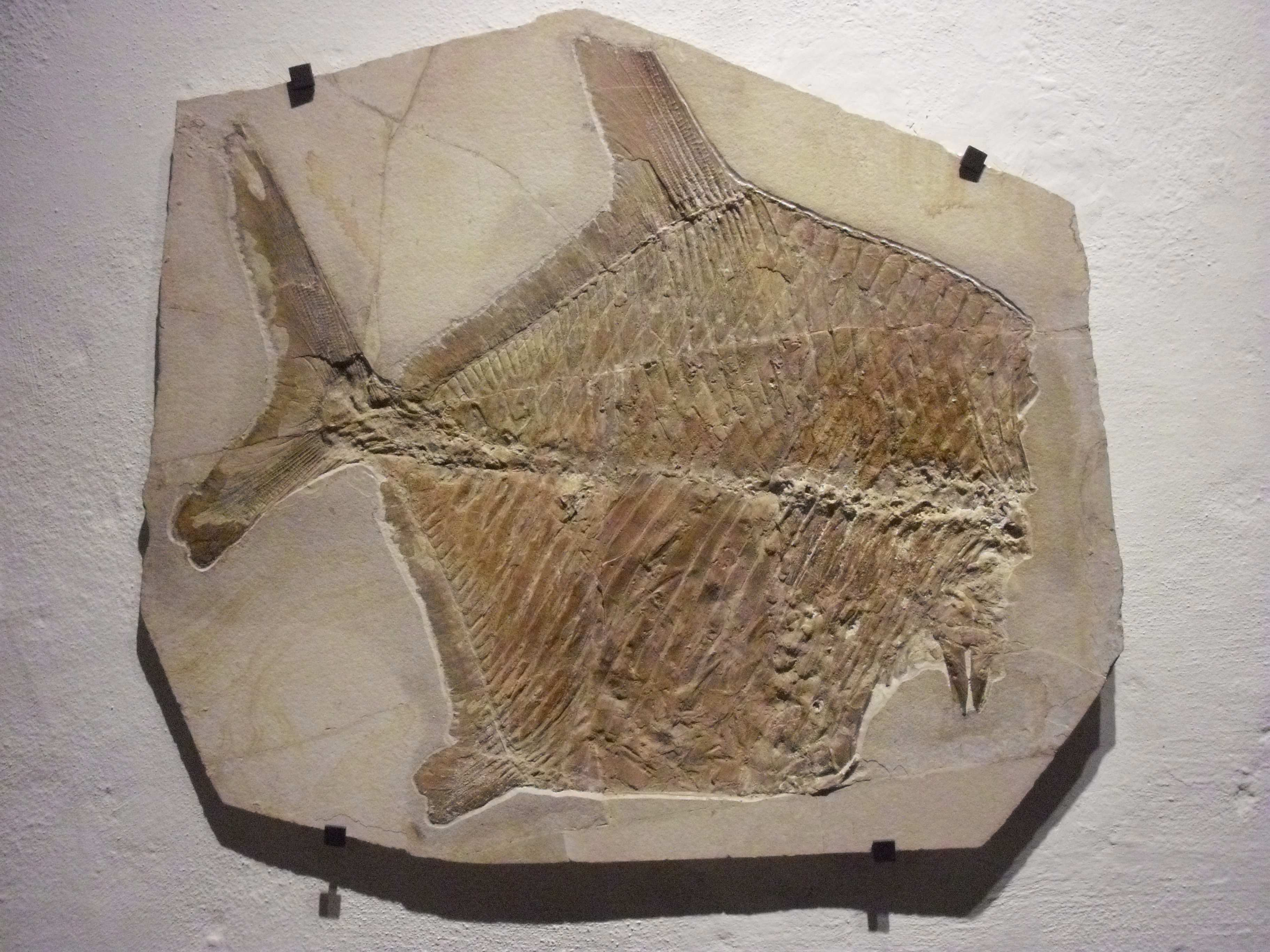
Gyrodus circularis
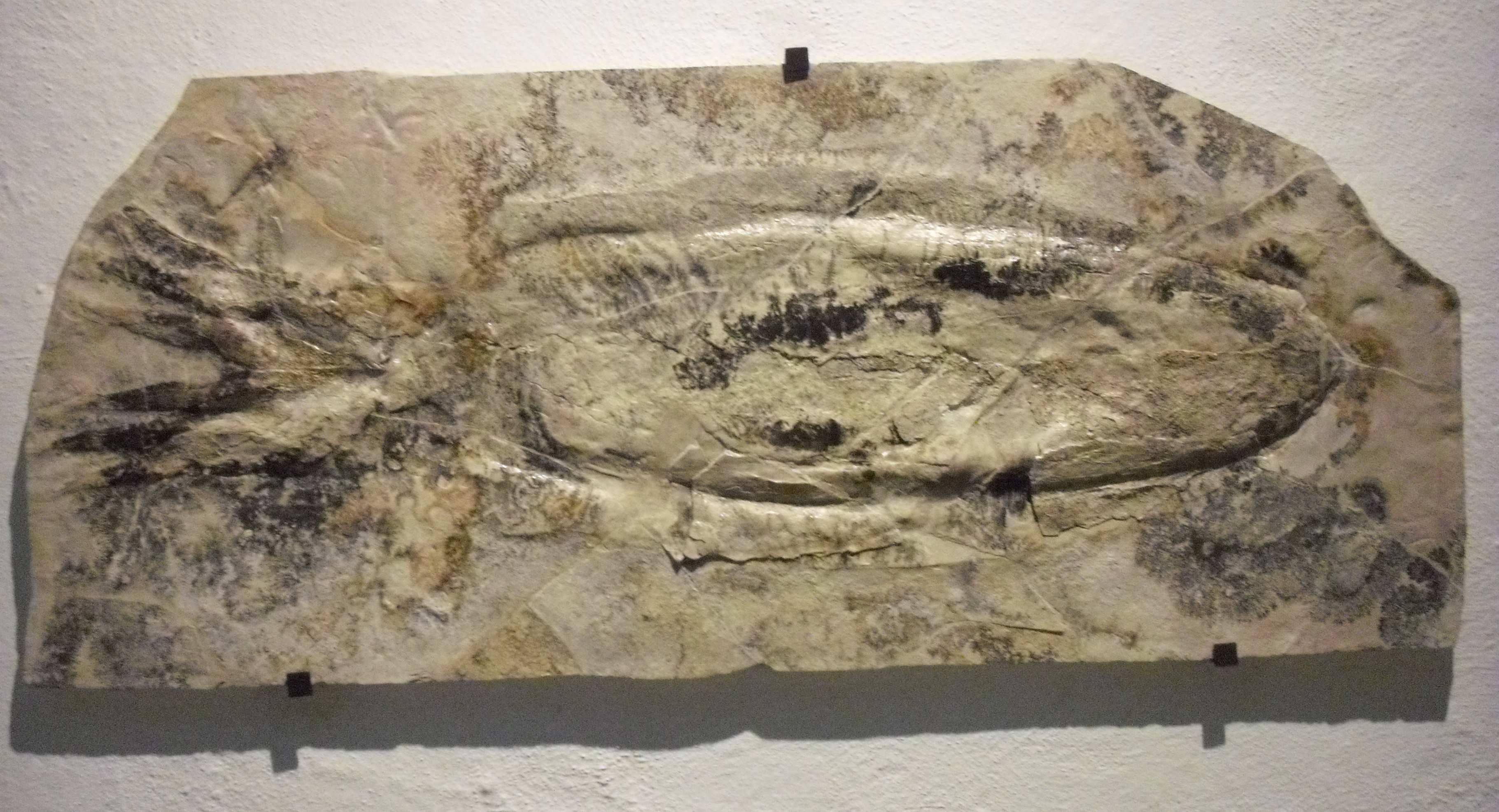
Leptoteuthis gigas
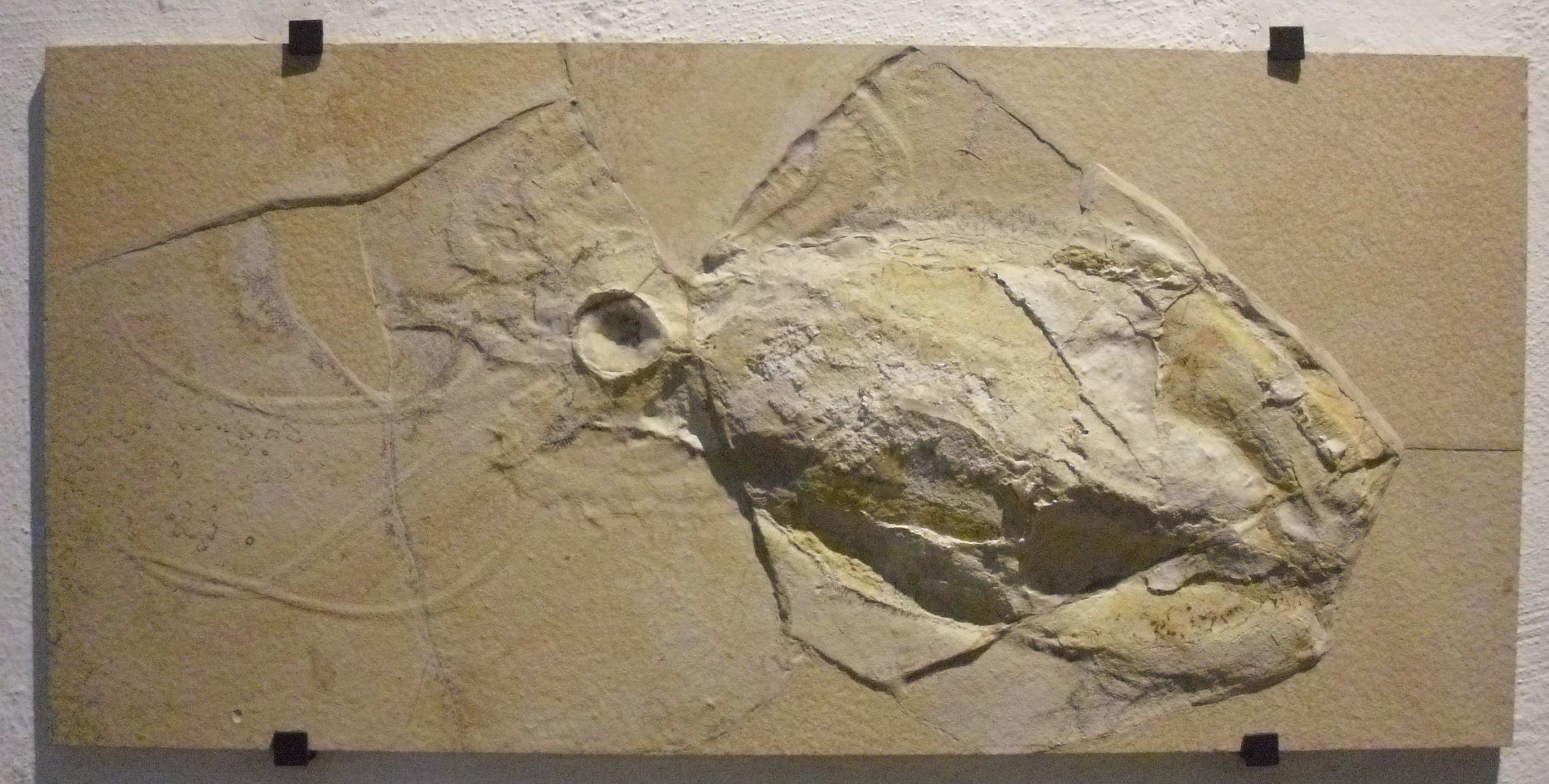
Trachyteuthis hastiformis
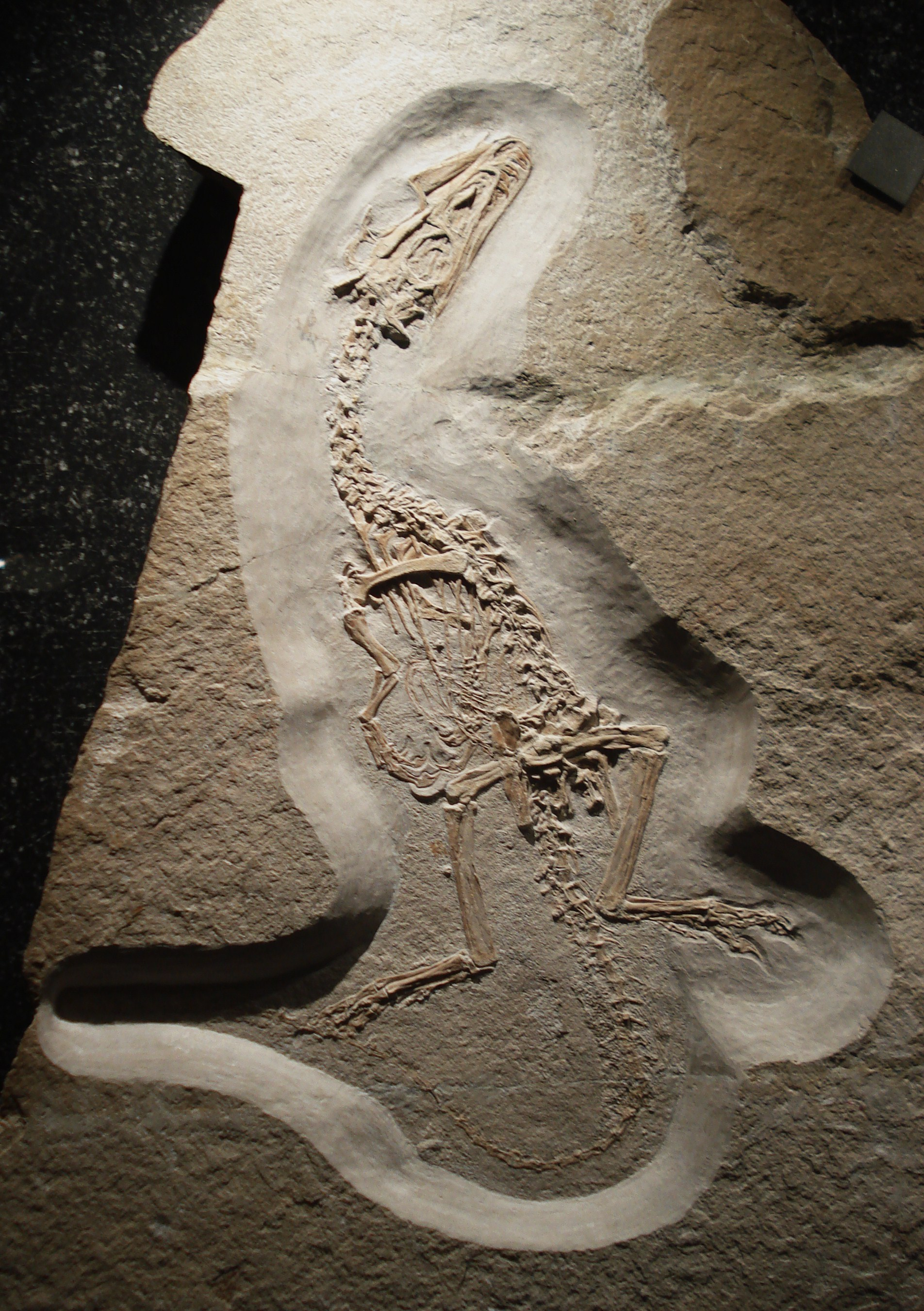
Juravenator starkae - голотип
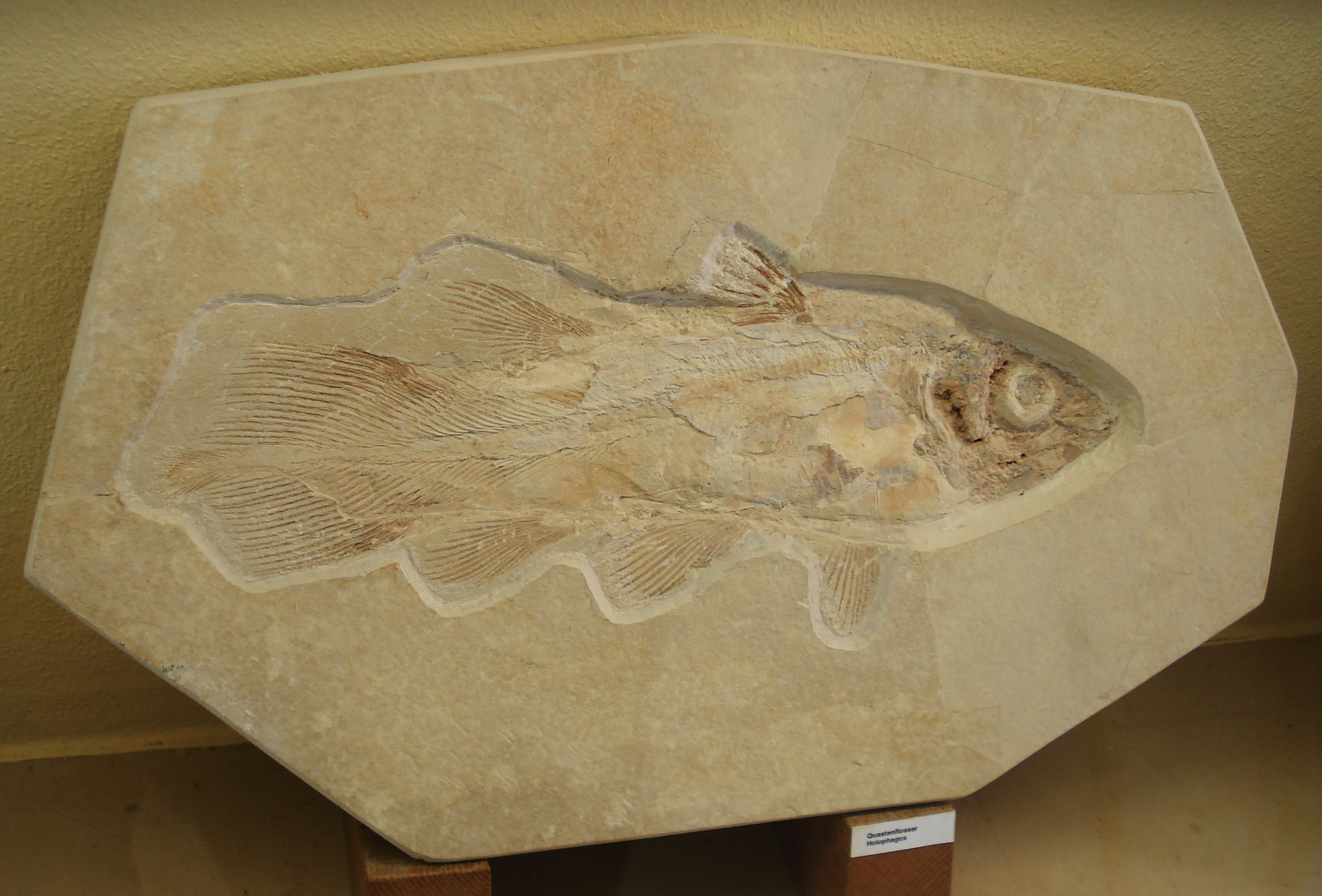
Holophagus